# Miiko Albornoz
Miiko Martín Albornoz Inola (30 de novembre de 1990) és un futbolista xilè nascut a Suècia, que ha jugat amb el Malmö FF.